# Rue du Pastis
La rue du Pastis est une voie de la commune française de Locminé.

## Description

### Situation et accès
La rue du Pastis est située à Locminé.

### Dénomination
Le nom de la rue Pastis — anciennement nommée rue Pâtis — provient du fait que la rue menait autrefois à un « pâtis », c’est-à-dire à un pâturage. 

## Historique
Lors de l’électrification de Locminé, c’est depuis cette rue que se propageait le réseau électrique.